# Hyperolius papyri
Espèce
Synonymes
- Rappia papyri Werner, 1908
- Rappia pachyderma Werner, 1908

Hyperolius papyri est une espèce d'amphibiens de la famille des Hyperoliidae.

## Répartition
Cette espèce est endémique du Soudan du Sud. Elle se rencontre dans le bassin du Nil Blanc.
Sa présence est incertaine en Éthiopie.

## Description
Le mâle holotype redécrit par Dehling en 2015 mesure 13,6 mm.

## Publication originale
- Werner, 1908 "1907" : Ergebnisse der mit Subvention aus der Erbschaft Treitl unternommenen zoologischen Forschungsreise Dr. Franz Werners nach dem agyptischen Sudan und Nord-Uganda. XII. Die Reptilien und Amphibien. Sitzungsberichte der Kaiserlichen Akademie der Wissenschaften, Mathematisch-Naturwissenschaftliche, vol. 116, p. 1823-1926.